# Labets-Biscay
Labets-Biscay é uma comuna francesa na região administrativa da Nova Aquitânia, no departamento dos Pirenéus Atlânticos. Estende-se por uma área de 8,95 km². Em 2010 a comuna tinha 162 habitantes (densidade: 18,1 hab./km²).